# Безвідходна технологія
Безвідходна технологія (рос. безотходная технология, англ. wastless technology,  non-refuse technology; нім. abproduktfreie Technologie) — напрямок комплексного використання сировини (в першу чергу корисних копалин, інших природних ресурсів) та захисту довкілля від забруднень. При цьому забезпечується максимальне вилучення (добування) з сировини всіх цінних компонентів при мінімальному виділенні чи повній відсутності відходів у твердому, рідкому чи газоподібному стані. При впровадженні безвідходної технології на основі міжгалузевої кооперації із видобутої руди або вугілля, крім отримання основного компонента, супутніх кольорових і чорних металів, можливе виробництво будівельних матеріалів, матеріалу для дорожніх покриттів, хімічних продуктів, добрив, а також використання порід відвалів для закладення виробленого простору шахт тощо.

## Приклади
Безвідходна технологія збагачення корисних копалин (рос. безотходная технология обогащения, англ. wastless technology of mineral preparation; нім. unabfällische (abproduktfreie) Vorbereitungstechnologie) — технологія збагачення корисних копалин, за якою кожен з отримуваних продуктів направляється на подальше використання. Наприклад, при збагаченні вугілля відходи породи можуть бути використані у будівельній промисловості, при виготовленні цегли тощо.
Безвідходна технологія переробки корисних копалин передбачає такі аспекти цієї проблеми:
- – комплексне використання корисних копалин;
- – переведення збагачувальних фабрик на безстічну технологію;
- – утилізація відходів збагачення.